# Juna de Leeuw
Juna de Leeuw (* 19. August 2001 in den Niederlanden) ist eine niederländische Schauspielerin.

## Biografie
Juna de Leeuw wurde am 19. August 2001 in den Niederlanden geboren. Ihr Debüt gab sie 2013 in der Fernsehserie De leeuwenkuil. Anschließend nahm sie 2014 an der Sendung De vloer op jr. teil.
Außerdem war sie 2015 in Trollie zu sehen. 2017 trat de Leeuw in Suspects auf. Im selben Jahr bekam sie in dem Film Storm: Letters van Vuur die Hauptrolle. Von 2019 bis 2023 wurde sie für die Serie Oogappels gecastet. Danach spielte sie 2020 in Vliegende Hollanders mit. Unter anderem setzte sie 2022 ihre Karriere in Kwestie van geduld fort.

## Filmografie
Filme
- 2013: Greifensee
- 2017: Storm: Letters van Vuur
- 2020: Buiten is het feest
- 2022: Kwestie van geduld

Serien
- 2013: De leeuwenkuil
- 2015: Trollie
- 2017: Suspects
- 2019–2023: Oogappels
- 2020: Vliegende Hollanders

Sendung
- 2014–2018: De vloer op jr.